# Karl Halbig
Karl Halbig (* 12. Juni 1914 in Fürth; † 22. Oktober 1987 in Nürnberg) war ein deutscher Friseurmeister und Handwerkskammerpräsident.
Halbig besuchte die Real- und Berufsschule, machte danach die Friseurlehre und legte 1938 die Meisterprüfung im Friseur-Handwerk ab. 1946 übernahm er das elterliche Friseurgeschäft in Fürth. Von 1949 bis 1964 war er Obermeister der Friseur-Innung, von 1960 bis 1964 Kreishandwerksmeister in Fürth. Nachdem er 1959 in den Vorstand gewählt wurde und 1964 zum Vizepräsidenten, war Halbig von 1972 bis 1987 Präsident der in Nürnberg ansässigen Handwerkskammer für Mittelfranken.
Von 1960 bis 1978 gehörte er dem Fürther Stadtrat an. Vom 1. Januar 1976 bis zum Tod war er Mitglied des Bayerischen Senats.
1980 hatte er der Bayerischen Verdienstorden erhalten, 1984 das Große Bundesverdienstkreuz.